# Адмирал Макаров (ледокол, 1940)
Адмира́л Мака́ров — судно из серии пароход-ледоколов типа «Иосиф Сталин» («Сибирь») проект 51, построено в СССР в 1940 году, получило название «В. Молотов» в честь советского политического и государственного деятеля В. М. Молотова.
Ледокол строился на Судостроительном завод имени С. Орджоникидзе в Ленинграде. В марте 1939 года судно досрочно спустил на воду, после чего начались строительные и монтажные работы. В апреле 1939 года Регистру СССР были сданы помещения под механизмы, и монтировались три котла.
Водоизмещение — 11000 тонн, длина 106,9 м, ширина 23,1 м, осадка 8,8 м, мощность 10000 лс, скорость 15,5 узлов.
В период с августа по декабрь 1941 года на Балтийском заводе ледокол «В. Молотов» переоборудован во вспомогательный крейсер. Установлено зенитное вооружение.
В апреле 1942 года «В. Молотов» вошел в состав Отряда вооруженных ледоколов. Летом экипаж почти в полном составе перевели на берег в состав морской пехоты. После прорыва блокады Ленинграда в феврале 1944 года ледокол был передан в ведение ГУСМП для работы в Восточном секторе Арктики.
До 1957 года судно находилось в подчинении Главного управления Северного морского пути в числе судов Владивостокского Арктического пароходства. Затем, после вхождения Владивостокского Арктического пароходства в состав Дальневосточного морского пароходства, осталось в ДВМП.
В 1958 году после разгрома «антипартийной группы» ледокол переименован в «Адмирал Макаров», в честь  вице-адмирала Макарова.
В 1966 году ледокол был передан ГДР для работ на Балтийском море. Необходимость в судне вскоре отпала, так как в стой вступил новейший ледокол «Штефан Янцен». В 1967 году судно было продано немецкой фирме на металлолом.